# عدن النسر (السياني)

تعديل مصدري - تعديل

عدن النسر محلة تابعة لقرية منزل ابوبكر، التابعة لعزلة الهادس بمديرية السياني إحدى مديريات محافظة إب في الجمهورية اليمنية.، بلغ تعداد سكانها 31 حسب تعداد اليمن لعام 2004.